# Epuraea
Epuraea är ett släkte av skalbaggar som beskrevs av Wilhelm Ferdinand Erichson 1843. Epuraea ingår i familjen glansbaggar.
Släktet Epuraea indelas i:
- Epuraea aestiva
- Epuraea angustula
- Epuraea biguttata
- Epuraea binotata
- Epuraea boreella
- Epuraea concurrens
- Epuraea contractula
- Epuraea deubeli
- Epuraea distincta
- Epuraea excisicollis
- Epuraea fuscicollis
- Epuraea fussii
- Epuraea guttata
- Epuraea hilleri
- Epuraea laeviuscula
- Epuraea limbata
- Epuraea longiclavis
- Epuraea longipennis
- Epuraea longula
- Epuraea marseuli
- Epuraea melanocephala
- Epuraea melina
- Epuraea muehli
- Epuraea neglecta
- Epuraea oblonga
- Epuraea opalizans
- Epuraea pallescens
- Epuraea placida
- Epuraea pygmaea
- Epuraea rufobrunnea
- Epuraea rufomarginata
- Epuraea silacea
- Epuraea silesiaca
- Epuraea terminalis
- Epuraea thoracica
- Epuraea unicolor
- Epuraea variegata

## Bildgalleri

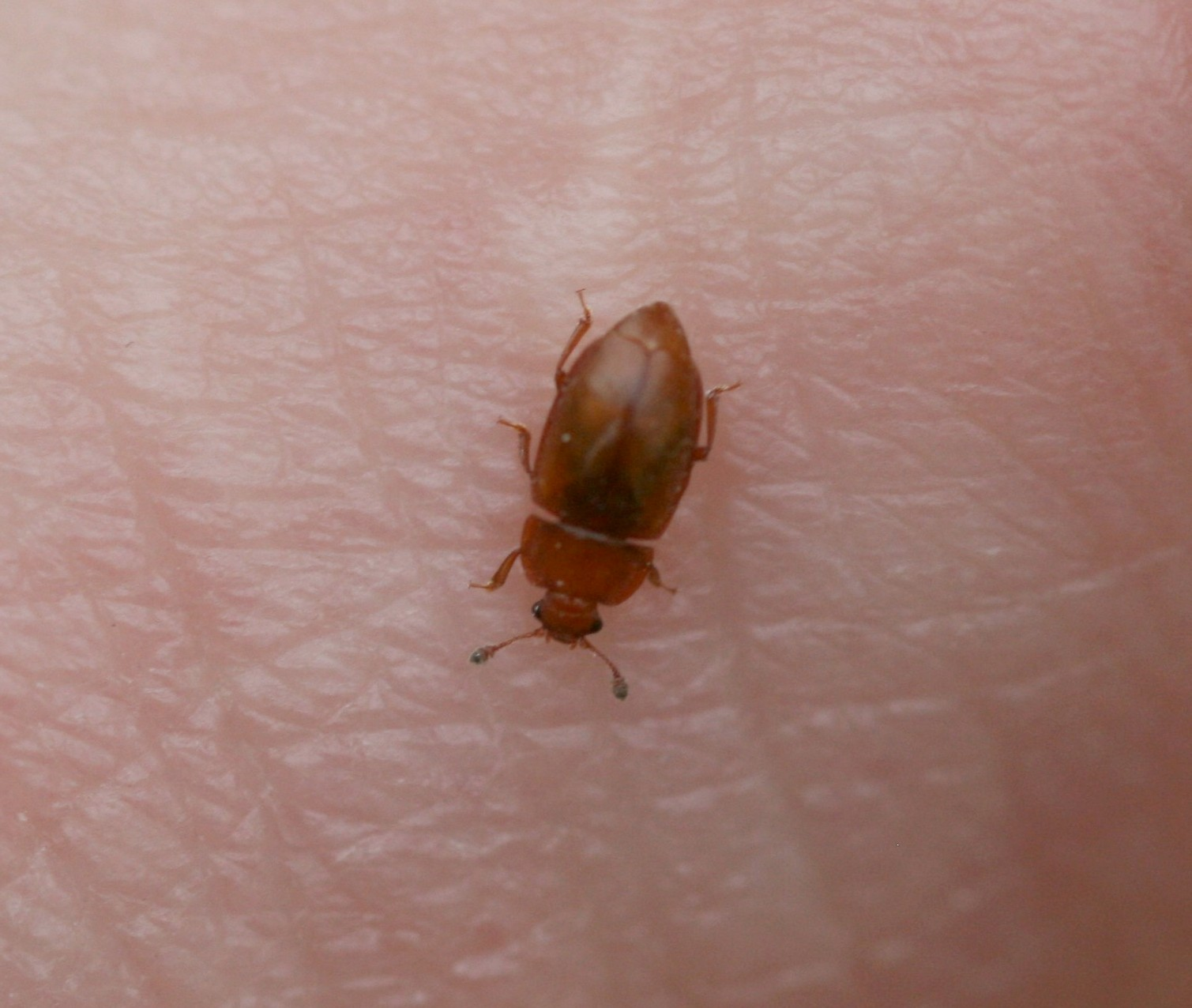
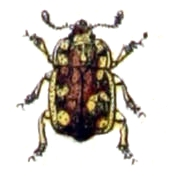
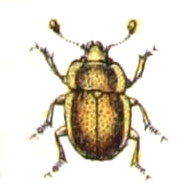
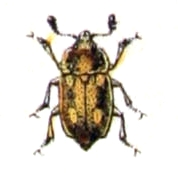
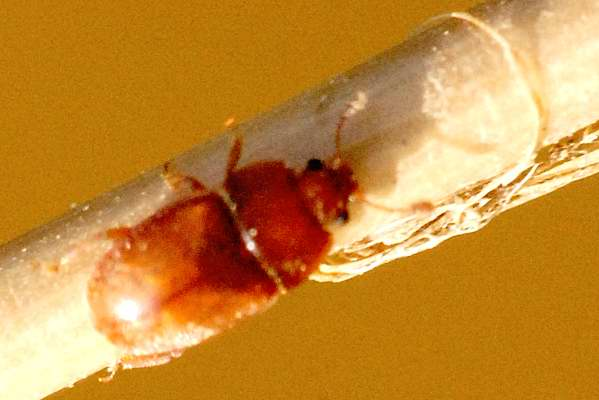
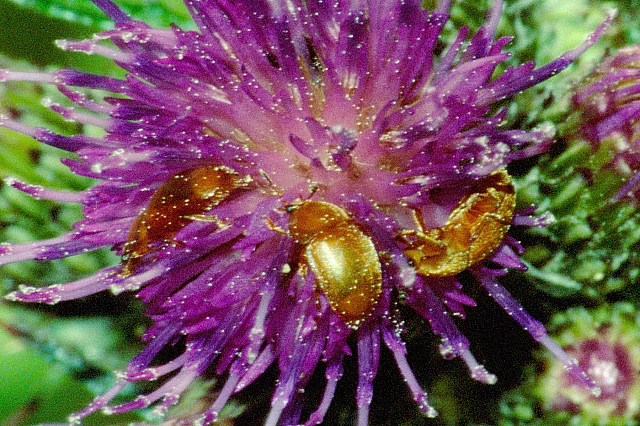